# Бена (Пијемонт)
Бена (итал. Benna) је насеље у Италији у округу Бијела, региону Пијемонт.
Према процени из 2011. у насељу је живело 1156 становника. Насеље се налази на надморској висини од 282 м.

## Становништво
| 1931. | 1936. | 1951. | 1961. | 1971. | 1981. | 1991. | 2001. | 2011. |
| ----- | ----- | ----- | ----- | ----- | ----- | ----- | ----- | ----- |
| 652   | 636   | 795   | 914   | 1.025 | 1.088 | 1.111 | 1.164 | 1.190 |